# Zarro-malgaxe
O zarro-malgaxe (português europeu) ou zarro-de-madagascar (português brasileiro)<, também  zarro-de-madagáscarref name="Paixão2021">Paixão, Paulo (Verão de 2021). «Os Nomes Portugueses das Aves de Todo o Mundo» (PDF) 2.ª ed. A Folha — Boletim da língua portuguesa nas instituições europeias. ISSN 1830-7809. Consultado em 5 de abril de 2024. Cópia arquivada (PDF) em 23 de abril de 2022</ref> (Aythya innotata) é uma espécie do género Aythya. Tida por extinta na década de 1990, espécimenes foram redescobertos no Lago Matsaborimena em Madagáscar em 2006. Apenas 60 indivíduos restam após 18 patos terem eclodido em cativeiro em abril de 2012.

## Ameaças e declínio

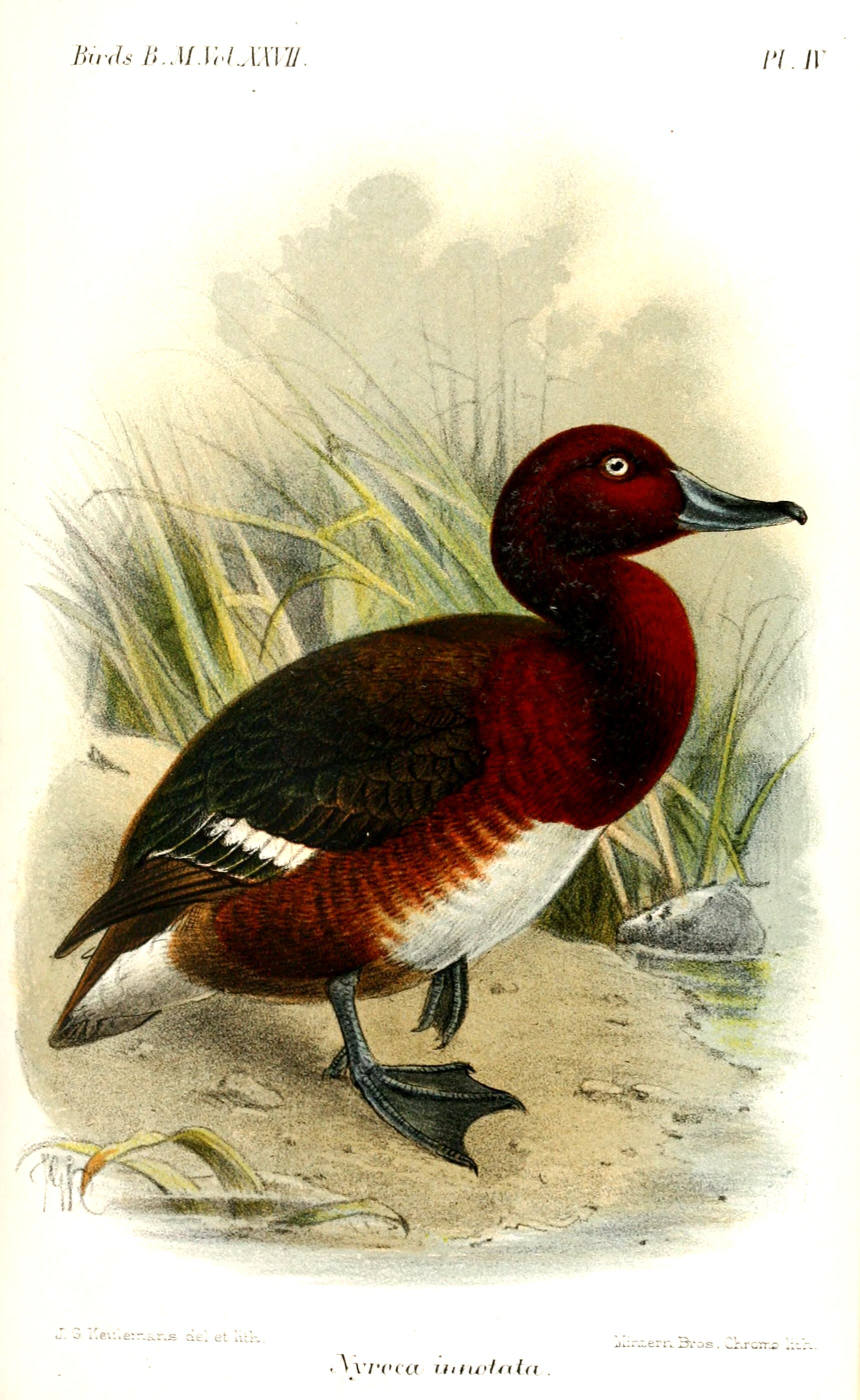
O zaaro-de-madagáscar no Catalogue of the Birds in the British Museum. Volume 27, 1895.

Com base em relatos escritos por Webb e Delacour nas décadas de 1920 e 1930, parece provável que a ave era ainda relativamente comum no Lago Alaotra. Provavelmente começou o declínio populacional de forma dramática algures por volta das décadas de 1940 e 1950. A causa foi a introdução de numerosas espécies de peixes no lago, que mataram a maior parte dos juvenis deste pato e danificaram os locais de nidificação. Os adultos também poderão ter sido vítimas da introdução de peixes. O cultivo de arroz, a exploração pecuária nas margens do lago, a queima de vegetação, a introdução de mamíferos como ratos, a pesca e caça são todos potenciais fatores do desaparecimento do pato do lago. O último registo de múltiplos espécimenes data de 9 de junho de 1960, quando um pequeno bando de cerca de 20 indivíduos foi avistado. Apesar da raridade, um macho foi morto e está hoje no Museu Zoológico de Amesterdão.

## Procura e redescoberta
Antes da sua redescoberta em 2006, o último momento em que foi avistado de forma confirmada foi no Lago Alaotra no planalto central de Madagáscar em 1991. Este macho foi capturado e levado para os Jardins Botânicos de Antananarivo mas morreu um ano depois. Buscas exaustivas e campanhas públicas em 1989-1990, 1993-1994 e 2000-2001 não conseguiram capturar nenhum exemplar.
Porém, um bando de nove adultos e quatro patinhos foi descoberto no Lago Matsaborimena, numa área remota do norte de Madagáscar, em novembro de 2006. A espécie foi colocada na categoria de "Possivelmente Extinta" da Lista Vermelha da IUCN em 2006; a seguir à redescoberta, o antigo estatuto de "em perigo crítico" foi-lhe aplicada, em 2007. Em 2008, apenas 25 adultos estavam recenseados em meio natural.
Em 2009, um plano de resgate que envolveu o Durrell Wildlife Conservation Trust e o Wildfowl and Wetlands Trust retirou um conjunto de ovos quase a eclodir de um ninho e incubou-os num laboratório montado numa tenda na margem do lago. Depois da eclosão, os patinhos com um dia de vida foram colocados noutro local. Houve um total de 18 eclosões no centro montando em Antsohihy.